# Anna Ivanovna

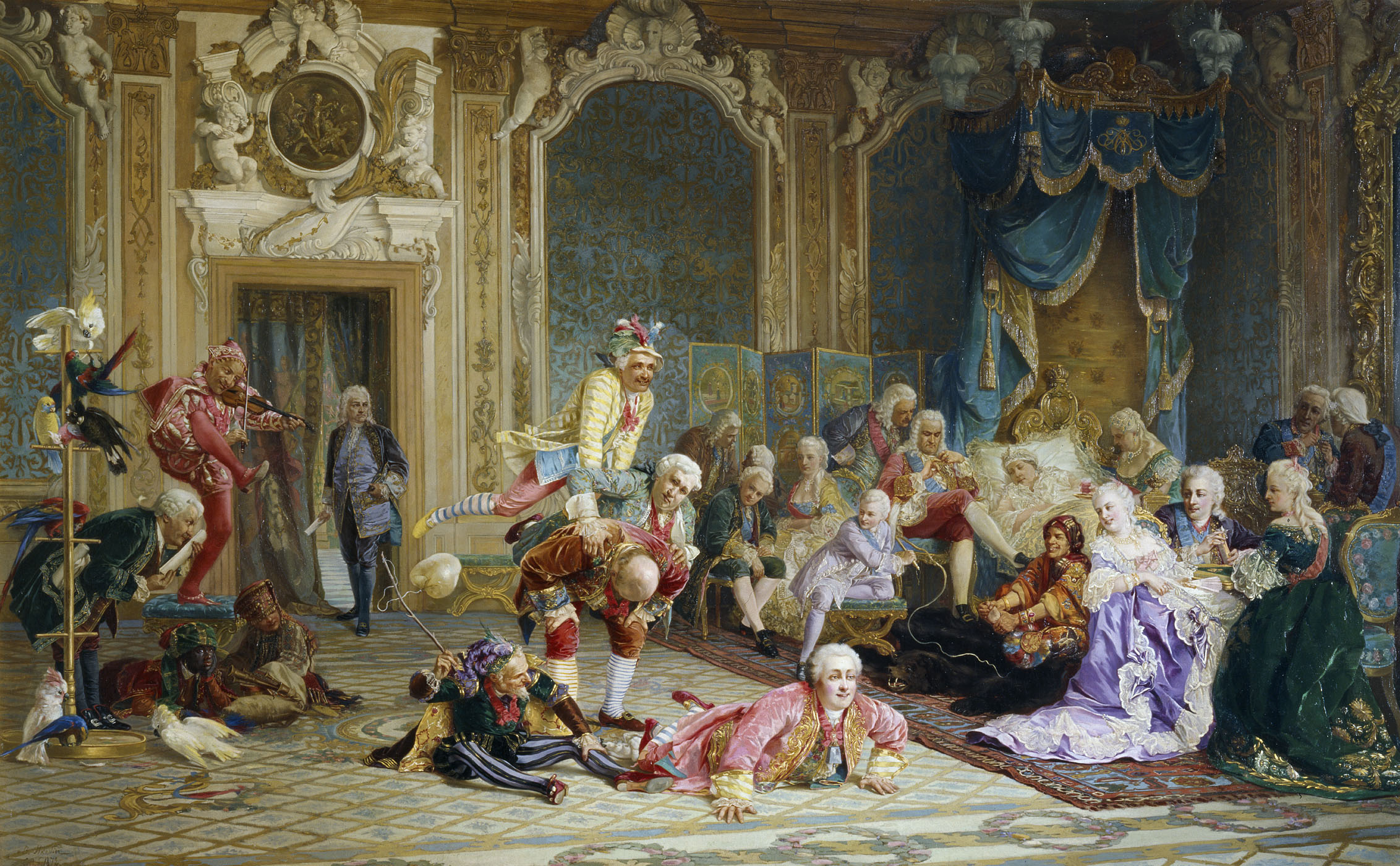
Anna underhålls av narrar, av Valerij Jakobi.

Anna Ivanovna (ryska: Анна Иоанновна, Anna Ioannovna) eller Anna av Ryssland, född 7 februari (28 januari g.s.) 1693 i Moskva, död 28 oktober (17 oktober g.s.) 1740, var ställföreträdande regent i Kurland från 1711 till 1730, och regerande kejsarinna av Ryssland från 1730 till 1740.

## Biografi
Anna var dotter till Ivan V av Ryssland och Praskovja Saltykova, och brorsdotter till Peter den store. Hon var bosatt i Sankt Petersburg från 1708. 

### Hertiginna av Kurland
Hennes farbror Peter den store gifte bort henne med hertig Fredrik Vilhelm av Kurland, i november 1710. Äktenskapet hade arrangerats för att utöka det ryska inflytandet i Baltikum. Under hemresan från Sankt Petersburg i januari 1711 avled maken av en hastig sjukdom vid poststationen i Kippingshof (nu Kipen i Leningrad oblast), men Anna fortsatte trots detta, enligt order från den ryske tsaren, till Kurland och bosatte sig vid hovet i Mitau.  
Anna fungerade därefter i sin roll som änkehertiginna som Kurlands regent från 1711 till 1730, med ryssen Peter Bestuzjev som sin rådgivare. Den ende kvarvarande manlige arvingen till maken, hans farbror Ferdinand Kettler, levde under många år i exil i Danzig och erkändes under Annas regeringstid i Kurland inte som faktisk regent. Hon tackade år 1726 ja till ett frieri från greve Moritz av Sachsen, men planerna förhindrades av Ryssland. Hon gifte aldrig om sig, men ryktades ha ett förhållande med greve Biron. Biron hade presenterats för henne år 1718 och var från 1727 hennes ledande rådgivare. Det ryktades att Birons yngste son Karl Ernst, som föddes år 1728, i själva verket var hennes. Detta har inte kunnat gå att bekräfta, men Anna tog med sig just denna son då hon reste till Ryssland år 1730, trots att resten av syskonen lämnades kvar.

### Kejsarinna
Då Peter II avled barnlös 1730 valde det Högsta riksrådet bland olika kandidater som kunde anses tänkbara för posten som monark. Kandidaterna bestod av Peter den stores första hustru Jevdokija Lopuchina, hans dotter Elisabet, hans före detta svärson hertigen av Holstein och Peter II:s trolovade, Katarina. Efter att dessa kandidater av olika skäl hade avfärdats, vände man sig till den andra linjen av kejsarhuset, den som härstammade från Peters halvbror Ivan, som bestod av Ivans döttrar Katarina och Anna. Katarina valdes bort eftersom hon var gift med en utländsk monark, och därför föll valet på Anna, som kallades till Ryssland. Hon anlände till Ryssland i februari 1730. 
Man förväntade sig att Anna skulle bli en lättkontrollerad marionett i rådets händer, och ställde som villkor att hon som monark skulle underteckna en ny konstitution som skulle överlämna makten till rådet. Anna gick med på detta, och hyllades därefter som Rysslands monark och kejsarinna. I mars 1730 tågade armén in i palatset och krävde med adelns stöd att enväldet skulle bevaras och rådets konstitution förkastas. Anna frågade rådet om de godkände förändringen, och fick deras godkännande att riva sönder dokumentet. Enväldet var därför bevarat under hennes regeringstid. Hon upplöste sedan Högsta riksrådet och inrättade i stället ett nytt. 
Anna deltog de första åren ofta i regeringens sammanträden, men tröttnade snart på politik och var efter 1732 endast närvarande vid två sammanträden. Hon lämnade i de flesta fall över besluten på sin favorit Biron och sina rådgivare kansler Golovkin och furst Tjerkasskij; Osterman, som hade ansvaret för utrikespolitiken, och marskalk Münnich, som skötte militära frågor. Utrikespolitiken följde i stort den politik som hade utformats av Peter den store. Anna levde i en rädsla för konspirationer och många arresterades och torterades anklagade för att försöka störta henne. Den hemliga polisen, Bironovsjtjina, inrättades under hennes tid, och det beräknas att 20.000 människor förvisades till Sibirien misstänka för konspirationer. Hon omgav sig mer med utlänningar än ryssar, och många arresterades därför misstänkta för att ogilla henne av rysk-nationalistiska skäl.    
Anna beskrevs av den spanska diplomaten hertig de Liria som svartmuskig, med ett utseende som verkade mer maskulint än feminint, med en vacker figur och ett fint leende. Hon ska ha haft ett vänligt och uppmärksamt sätt, men beskrivs samtidigt som mycket värdig och medveten om sin ställning. Hon förstod tyska, men talade själv endast ryska. Som monark ägnade hon sig främst åt ett mycket påkostat nöjesliv med baler och nöjesevenemang. Hon tyckte om skvaller, kläder i ljusa färger och fågeljakt. Hennes förtjusning i gunstlingar gjorde hennes hov till ett centrum för lycksökare. En av hennes mest kända tillställningar var bröllopet mellan en rysk furste och en kalmuck, vilka hon tvingade att tillbringa bröllopsnatten i ett palats byggt av is.   
Anna förklarade år 1732 att hon skulle efterträdas av den linje som representerades av hennes systers barn. Hennes syster Katarinas dotter, Anna Leopoldovna, blev år 1733 döpt i den ortodoxa tron och bortgift 1739, och hennes son Ivan förklarades för tronarvinge. I oktober 1740 svimmade Anna under en middag med Biron och blev medvetslös. Under tiden lyckades Biron övertala rådet att acceptera honom som regent för hennes systerdotters omyndige son, tronarvingen. Då Anna återfick medvetandet undertecknade hon ett godkännande av Biron som regent så länge hennes efterträdare var omyndig, och avled kort därpå. Läkare förklarade dödsorsaken som gikt i samband med urolitiasis.